# Latreutes
Latreutes is een geslacht van kreeftachtigen uit de klasse van de Malacostraca (hogere kreeftachtigen).

## Soorten
- Latreutes acicularis Ortmann, 1890
- Latreutes anoplonyx Kemp, 1914
- Latreutes antiborealis Holthuis, 1952
- Latreutes compressus (Stimpson, 1860)
- Latreutes foliirostris Kobjakova, 1935
- Latreutes fucorum (Fabricius, 1798)
- Latreutes inermis Chace, 1972
- Latreutes laminirostris Ortmann, 1890
- Latreutes mucronatus (Stimpson, 1860)
- Latreutes parvulus (Stimpson, 1871)
- Latreutes phycologus Nobili, 1905
- Latreutes planirostris (De Haan, 1844 [in De Haan, 1833-1850])
- Latreutes planus Spence Bate, 1888
- Latreutes porcinus Kemp, 1916
- Latreutes pristis (Nobili, 1899)
- Latreutes pymoeus Nobili, 1904
- Latreutes unidentatus Spence Bate, 1888